# Burg Perlenberg
Die Burg Perlenberg, auch Perleburg oder Perlenburg genannt, ist die Ruine einer Höhenburg bei der Ortsgemeinde Bann in der Nähe von Hohenecken im Landkreis Kaiserslautern in Rheinland-Pfalz.

## Lage
Die Burgruine befindet sich auf der Gemarkung der Ortsgemeinde Bann auf dem „Kleinen Berg“ in der Nähe der „Römischen Höhensiedlung Großer Berg“. Sie lag strategisch günstig auf einem kleinen Plateau in 371 m über NN, das ringsum steil abfällt. Zweck ihrer Errichtung war wohl die Kontrolle der Straßenverbindung von Kaiserslautern nach Landstuhl.

## Geschichte
Die „Perleburg“ ist eine wahrscheinlich nie vollendete stauferzeitliche Burg. Sie sollte wahrscheinlich Teil des im 12. Jahrhundert errichteten Schutzsystem um die Kaiserpfalz Lautern werden, worauf die Qualität der Buckelquader des Mauerwerkes hinweist. Der Name ist nicht historisch, sondern geht auf eine Urkunde von 1542 zurück (genannt Birleberg), in der es um Grenzstreitigkeiten zwischen Kurpfalz und Sickingen geht. Zu dieser Zeit war die Burg längst verfallen.
Erst durch archäologische Grabungen im Jahr 1901 durch Christian Mehlis wurde die Burgstätte wiederentdeckt und untersucht. In den folgenden Jahren bediente man sich der Anlage wohl als Steinbruch, denn noch im Jahre 1913 wird von zahlreichen umherliegenden Quadersteinen berichtet, welche heute fast alle verschwunden sind.
Weitere Grabungen und Sicherungsmaßnahmen fanden von 1959 bis 1963 statt.
Die Anlage befindet sich heute im Besitz des Landes Rheinland-Pfalz.

## Anlage
Von der Burgstelle hat sich einzig der Stumpf eines quadratischen Bergfrieds mit profiliertem Sockel und sorgfältig behauenen Buckelquadern erhalten. Er hat mit rund 9 m Seitenlänge und 1½ m Mauerstärke beträchtliche Ausmaße und ist damit mit den Bergfrieden von Landeck und Wildenberg vergleichbar. Der Sockel kann mit der Schildmauer von Landeck verglichen werden.
Die hohe Qualität in der Bearbeitung der wenigen erhaltenen Reste rückt die „Perleburg“ in den Rang einer der wichtigen Stauferburgen in der Pfalz. Da sich außer dem Turmstumpf keinerlei weitere Spuren einer Burganlage finden, weder Verfallstrümmer noch irgendwelche urkundliche Nachrichten, liegt die Vermutung nahe, dass die Burg nie vollendet wurde.
Ein unterirdischer Gang, der laut einer Sage die Deutschherrenkomturei Einsiedeln (Kaiserslautern) mit der Perlenburg verbunden haben soll, konnte nicht archäologisch nachgewiesen werden. Die Sage rührt von dem so genannten „Hummerplatz“, einem Waldweg entlang der ehemals sickingischen Grenze, her. Dort soll es hohl klingen, wenn man fest auftritt.
Zur Burgruine führt ein Weg, der aber nicht ausgeschildert ist. Ihn zu finden muss man vom Einsiedlerhof herkommend zum Kolbenwoog gehen. An einer vielwegigen Kreuzung zweigt der Pfad links ab und erklimmt in wenigen Metern den steilen und einsamgelegenen Bergkegel. Sie liegt in einem Naturwaldreservat. Wird in alten Burgenführern noch von einer ausgezeichneten Fernsicht gesprochen, so ist das Gipfelplateau heute von hochgewachsenen Bäumen umgeben.